# سهره زرد آندی
سهره زرد آندی (نام علمی: Spinus spinescens) گونه‌ای سهره از تیرهٔ سهرگان (Fringillidae) است. در کلمبیا، اکوادور و ونزوئلا یافت می‌شود. زیستگاه‌های طبیعی آن جنگل‌های کوهستانی نمناک نیمه‌گرمسیری یا گرمسیری، بوته‌زارهای نیمه‌گرمسیری یا گرمسیری با ارتفاع بالا، علفزارهای نیمه‌گرمسیری یا گرمسیری با ارتفاع بالا و جنگل‌های پیشین به شدت دگرگون‌شده است.